# Pseudogerunda
Pseudogerunda är ett släkte av insekter. Pseudogerunda ingår i familjen gräshoppor.
Kladogram enligt Catalogue of Life:
| Pseudogerunda | \| \| Pseudogerunda shihlingensis \| \| \| \| \| \| Pseudogerunda willemsei \| \| \| \| |
|               | \| \| Pseudogerunda shihlingensis \| \| \| \| \| \| Pseudogerunda willemsei \| \| \| \| |
|               | Pseudogerunda shihlingensis                                                             |
|               |                                                                                         |
|               | Pseudogerunda willemsei                                                                 |
|               |                                                                                         |